# Eusiphon
Eusiphon es un género de plantas con flores perteneciente a la familia Acanthaceae. El género tiene 3 especies de hierbas nativas de Madagascar.

## Taxonomía
El género fue descrito por Raymond Benoist y publicado en Notulae Systematicae. Herbier du Museum de Paris 8: 144. 1939. La especie tipo es: Eusiphon geayi

## Especies deEusiphon
- Eusiphon geayi
- Eusiphon longissimum
- Eusiphon longistamineum